# Грибной соус
Грибной соус — жидкая приправа к блюдам, соус, основным ингредиентом которого являются грибы — как свежие, так и сушёные, солёные и маринованные. Грибные соусы широко используются в кулинарии благодаря значительному количеству вкусовых и ароматических веществ, содержащихся в грибах. Их подают к мясным и овощным блюдам, в особенности картофельным гарнирам. Грибы в соусах хорошо сочетаются с луком, морковью, вином, молоком и сливками. Но грибной соус может быть и постным, что делает его пригодным в постном блюде.
В европейской кухне свежие и консервированные шампиньоны и другие искусственно выращенные грибы используются как вкусовые и ароматические добавки к белому и коричневому соусам на основе мучной пассеровки. В русской кухне грибные соусы готовят на основе грибного бульона с добавлением варёных грибов, нарезанных или нашинкованных соломкой, и сметаны. Помимо основного рецепта грибного соуса на основе ру, известны грибной соус с томатами (с добавлением томатной пасты), который хорошо подходит к рыбным блюдам, охотничий соус — для нежирного жаркого и кисло-сладкий грибной соус (с изюмом и черносливом), который хорошо сочетается с блюдами из баранины, утятины и гусятины.